# Piesek w kratkę
Piesek w kratkę to polski, dobranockowy, sześcioodcinkowy serial kukiełkowo-animowany w reżyserii Zofii Ołdak. Odcinki miały po 8-10 minut. Nakręcony w warszawskim Studiu Miniatur Filmowych. Muzyka Adam Markiewicz. Scenariusz Zofia Ołdak, Andrzej Lach i Wanda Chotomska. Scenografia i projekt plastyczny psa Adam Kilian. Animacja Leszek Komorowski, Jan Skorża, Teresa Olenderczyk. Zdjęcia Jan Tkaczyk. Teksty piosenek Wanda Chotomska. Śpiewają Alibabki (w odcinku Szeryf długie ucho). Głos Pieska i Dziewczynki to Anna Skaros, która nagrała też kilka bajek muzycznych, a Danuta Przesmycka dubbinguje chłopczyka.
Piesek jest animowany poklatkowo w scenach bez postaci ludzkich, a marionetkowo w nielicznych scenach z aktorami.
Odcinki serialu zostały w 1985 roku oprawione w film długometrażowy Tato, nie bój się dentysty (dentysta: Wojciech Pokora, tata: Marian Glinka) z tytułową piosenką śpiewaną przez Marylę Rodowicz.
W 2010 wydany na DVD.

## Odcinki
- Piesek w kratkę (1968; z dziewczynką; piesek psoci, żeby udowodnić, dziewczynce, że jest prawdziwym psem)
- Sam jak pies (1968; z dziewczynką; piesek psoci z kompanem, własnym odbiciem, który wyszedł z lustra)
- Pies w kuchni (1969; z dziewczynką; Piesek obserwuje czajnik i garnki ustawione w jadący pociąg, później zwiedza kuchnię)
- Gol (1971; z chłopczykiem, "nowym panem" pieska; Piesek organizuje boisko w pokoju pod nieobecność chłopczyka)
- Pies w cyrku (1971; z chłopczykiem; Piesek wpierw ogląda pokazy cyrkowe w telewizji – wstawki dokumentalne – później sam zamienia pokój w arenę; muzyka wzbogaca się o tradycyjny temat cyrkowy Wejście gladiatorów Juliusa Fučíka)
- Szeryf długie ucho (1972; z dwoma chłopczykami "Marcinkiem" i "Krzysiem"; piesek zostaje szeryfem i broni zabawki przed rewolwerem-bandytą)